# Mpule Kwelagobe
Mpule Keneilwe Kwelagobe (Gaborone, Botsuana; 14 de noviembre de 1979) es una modelo botsuana, ganadora del título de Miss Universo en mayo de 1999 en Trinidad y Tobago. 
Desde que fue coronada Miss Universo 1999, Mpule ha sido reconocida como una activista de los derechos humanos a la salud, especialmente por su lucha contra el VIH/SIDA y la promoción de los jóvenes y las mujeres a que tengan mayor acceso a la educación sexual reproductiva y los servicios.

## Miss Universo
Mpule Kwelagobe con unos 1 m 77 (5 10') participó en el certamen Miss Mundo 1997 pero no clasificó. Ella fue la primera Miss Universo de Botsuana y la primera Miss Botsuana en participar de Miss Universo.
Después de su reinado como Miss Universo, Mpule se convirtió en una vocera de Clairol haciendo varios anuncios apareciendo en primeras páginas de revistas internacionales de muchos países.

## Embajadora de Buena Voluntad
En 2000, fue nombrada como Embajadora de Buena Voluntad por las Naciones Unidas, centrándose en los jóvenes y el VIH/SIDA. 
Entre otros, se ha abordado en el Congreso de Estados Unidos ( Cámara de Representantes y la Comisión de Bancaria y Servicios Financieros)
Mpule testificó sobre los efectos socioeconómicos del SIDA en África, y propuso un proyecto de ley para crear un Banco Mundial de prevención del SIDA (fondo fiduciario). También ha dirigido:
- La cuarta Cumbre Mundial de la Juventud de las Naciones Unidas  (Dakar, Senegal)
- La Asamblea General de las Naciones Unidas (Nueva York, Estados Unidos)
- La Cumbre Mundial sobre el Desarrollo Sostenible (Johannesburgo, África del Sur)
- La 3.ª Conferencia de las Naciones Unidas Menos Adelantados (Bruselas, Bélgica)
- Moderadora de un panel sobre el SIDA durante el Caucus Negro del Congreso, a invitación de la congresista Barbara Lee.

## Otros premios
Mpule Kwelagobe fue galardonada con el Premio Jonathan Mann de la Salud de los Derechos Humanos por la Asociación Internacional de Médicos en Cuidado del SIDA (IAPAC). 
Tuvo el honor junto con el administrador principal del programa de VIH de la Comisión Europea, Lieve Fransen, y el expresidente de Estados Unidos William Clinton. En 2003, fue seleccionada como Líder Global del Mañana (GLT) por el Foro Económico Mundial, uniéndose así a cerca de otras 500 personas procedentes del mundo de los negocios, la política, grupos de interés público, los medios de comunicación y las artes y las ciencias, incluyendo a Bill Gates, el primer ministro británico Tony Blair, Michael Dell y Bono, seleccionados desde el inicio del programa en 1993.

En 2006, fue seleccionada de nuevo por el Foro Económico Mundial como una Joven Líder Global (YGL). El Foro de Jóvenes Líderes Globales es una comunidad única recién formada, de múltiples partes interesadas de los líderes del mundo de 40 años o menos y que están dispuestos a dedicar su tiempo y energía para trabajar conjuntamente hacia un futuro mejor.

Mpule es licenciada en Ciencias Políticas (internacional de la economía política)  por la Universidad de Columbia en la Ciudad de Nueva York.